# Meierijstad
Meierijstad ist eine Gemeinde im Osten der Provinz Noord-Brabant, Niederlande. Sie entstand am 1. Januar 2017 durch die Fusion der bis dahin selbständigen Gemeinden Schijndel, Sint-Oedenrode und Veghel. Die Gemeinde hat 84.696 Einwohner (1. Januar 2025) auf einer Landfläche von 184 km².

## Politik
Bei der zweiten Kommunalwahl der Gemeindegeschichte konnte sich die christdemokratische CDA mit 17,84 Prozent der Stimmen durchsetzen. Die neuen Lokalparteien HIER und Lokaal Meierijstad belegten den zweiten und dritten Platz, während die VVD hingegen die viertstärkste Kraft bildete. Für die Legislaturperiode 2017–2022 haben sich die Parteien CDA, PvdA, Team Meierijstad und VVD zu einer Koalition zusammengeschlossen.

### Gemeinderat
Der Gemeinderat setzt sich seit der Gemeindegründung im Jahr 2017 folgendermaßen zusammen:
| Partei                     | Sitze | Sitze |
| Partei                     | 2016  | 2022  |
| -------------------------- | ----- | ----- |
| CDA                        | 9     | 7     |
| HIER                       | –     | 5     |
| Lokaal Meierijstad         | –     | 5     |
| VVD                        | 3     | 5     |
| SP                         | 3     | 4     |
| Gemeentebelang Meierijstad | 1     | 3     |
| PvdA                       | 2     | 3     |
| GroenLinks                 | –     | 3     |
| Hart a                     | 3     | 2     |
| D66                        | 1     | 2     |
| FvD                        | –     | 1     |
| Team Meierijstad           | 11    | –     |
| Lijst Blanco               | 2     | –     |
| Gesamt                     | 35    | 37    |

Anmerkungen

### College van B&W
Die Koalitionsparteien PvdA, Team Meierijstad und VVD sind mit jeweils einem Beigeordneten im College van burgemeester en wethouders zugegen. Demgegenüber wird die CDA durch zwei Beigeordnete repräsentiert. Folgende Personen gehören zum Kollegium und haben folgende Ressorts inne:
| Funktion           | Name                        | Partei           | Ressort | Anmerkung                                  |
| ------------------ | --------------------------- | ---------------- | --- | ------------------------------------------ |
| Bürgermeister      | Kees van Rooij              | CDA              | öffentliche Verwaltung, interkommunale Zusammenarbeit und externe Beziehungen, Bürgerangelegenheiten, Sicherheit, Krisenmanagement, öffentliche Ordnung, Feuerwehr, Kommunikation, allgemeine örtliche Verordnung (APV), Überwachung und Vollstreckung, Beschwerdenbearbeitung, Bürger- und Behördenpartizipation | seit dem 6. Dezember 2017 im Amt           |
| Beigeordnete       | Jan Goijaarts               | CDA              | Wirtschaft und Unternehmerkontakte, agrarischer Sektor, Einkaufszentren und Märkte, Grundbetrieb, AgriFood, Finanzen (Widerstandsfähigkeit, Risikomanagement, Steuern), Innovation, Stadtmarketing, Koordination der Subventionierung und des Fundraisings, Beigeordneter der Dörfer und Viertel Schijndel (Noord, Centrum, Zuid), Wijbosch, Mariaheide, Keldonk und Boerdonk                                               | zweiter Stellvertreter des Bürgermeisters  |
| Beigeordnete       | Harry van Rooijen           | VVD              | Transport, Verkehr und Wasserwirtschaft, Verwaltung öffentlichen Raumes, Spielplätze, Veranstaltungen (u. a. Kirmessen), Abfallstoffe und Umwelt, Wasser- und Naturverwaltung, Nachhaltigkeit, öffentliche Versorgungsunternehmen, öffentlicher Verkehr im kleinen Maßstab, Beigeordneter der Dörfer und Viertel Veghel (De Bunders, Het Ven, Kern-West) und Zijtaart                                                       | dritter Stellvertreter des Bürgermeisters  |
| Beigeordnete       | Eric van den Bogaard        | Team Meierijstad | Raumplanung, Entwicklung des ländlichen Umlands, Genehmigungserteilung, Denkmäler und Archäologie, städtische Entwicklung, Stadt- und Dorferneuerung, Wohnungswesen, Statusträger, Beigeordneter der Dörfer und Viertel Veghel (Veghel-Zuid, De Leest), Boskant, Erp und Nijnsel | vierter Stellvertreter des Bürgermeisters  |
| Beigeordnete       | Coby van der Pas-van Nuland | CDA              | Sport und -anlagen, Bildung und Bildungseinrichtungen, Schulpflicht, angemessene Bildung, Kinderbetreuung und Kinderkrippen, integrale Kinderzentren, Erholung und Tourismus, kommunale Immobilien, Koordination der Lebensqualität der Wohnkerne, Schülertransport, Gesundheit, Beigeordnete des Dorfes und dessen Viertel Sint-Oedenrode                                                                                  | fünfte Stellvertreterin des Bürgermeisters |
| Beigeordnete       | Menno Roozendaal            | PvdA             | Arbeit und Einkommen (Partizipationsgesetz), Arbeitsmarktpartizipation und -integration, Kunst und Kultur, lokaler Rundfunk, Jugend und Nachwuchs, Jugendhilfe, Dienstleistung, Geschäftsführung (Personal und Organisation, Informationstechnik und Intimsphäre), Senioren, Sozialhilfegesetz, Pflegepersonen und Freiwilligenpolitik, kommunaler Gesundheitsdienst, Beigeordneter der Dörfer und Viertel Olland und Eerde | sechster Stellvertreter des Bürgermeisters |
| Gemeindesekretärin | Marijke Wilms-Wils          | –                | – | seit dem 1. Januar 2017 im Amt             |

## Bilder

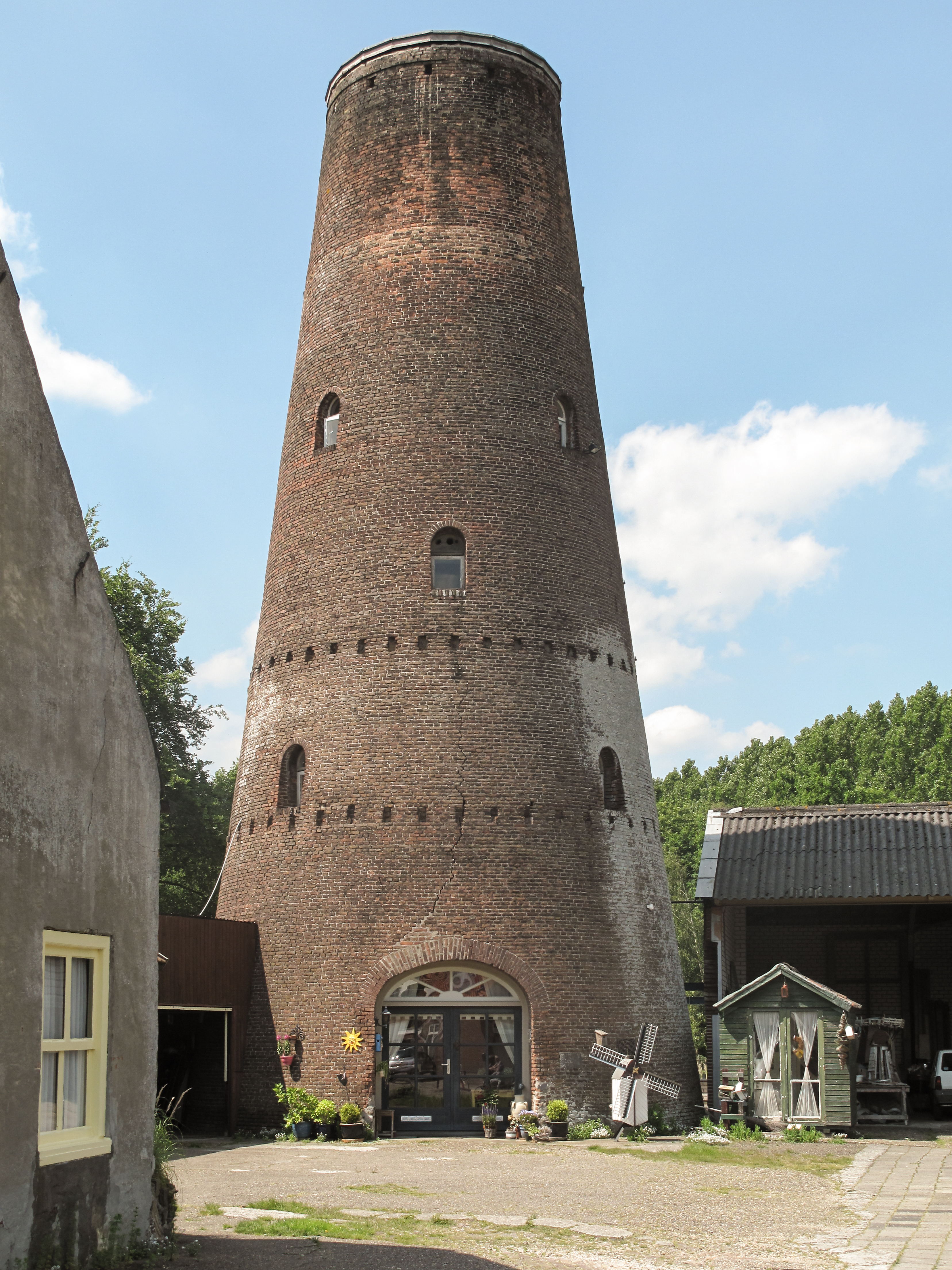
Sint Oedenrode, frühere Mühle
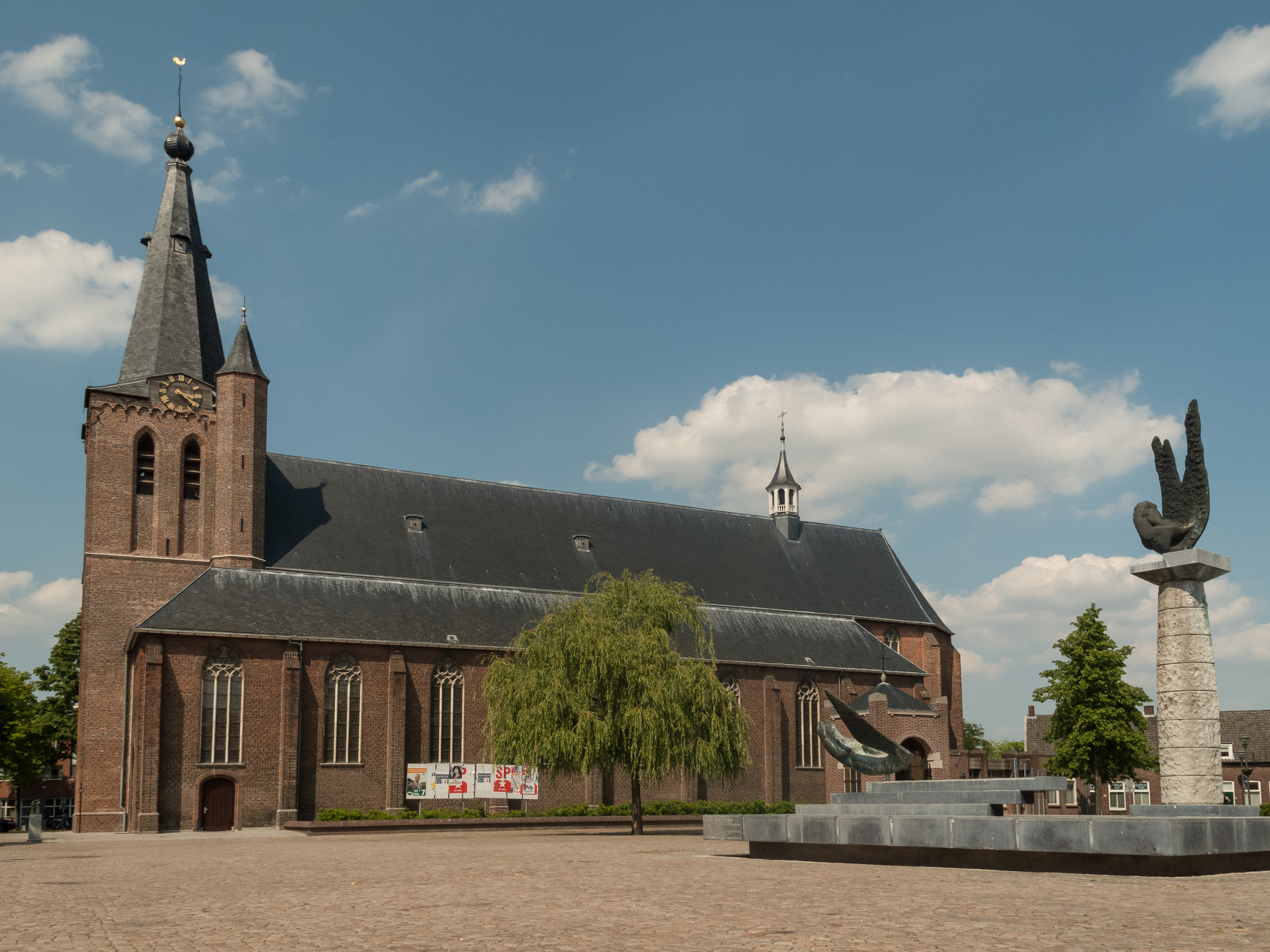
Schijndel, Kirche: de Sint Servatiuskerk
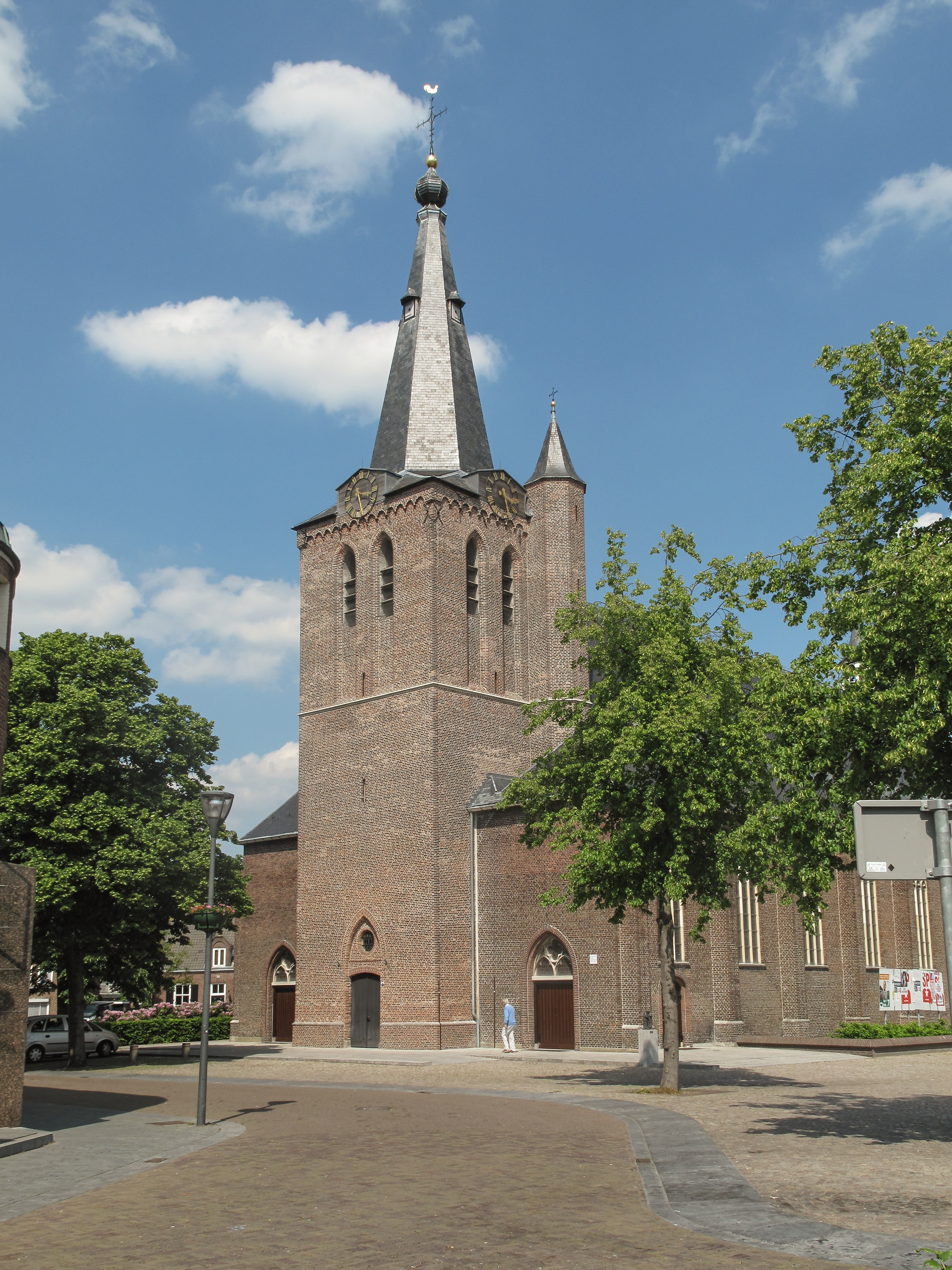
Schijndel, Kirchturm (de Sint Servatiuskerk)
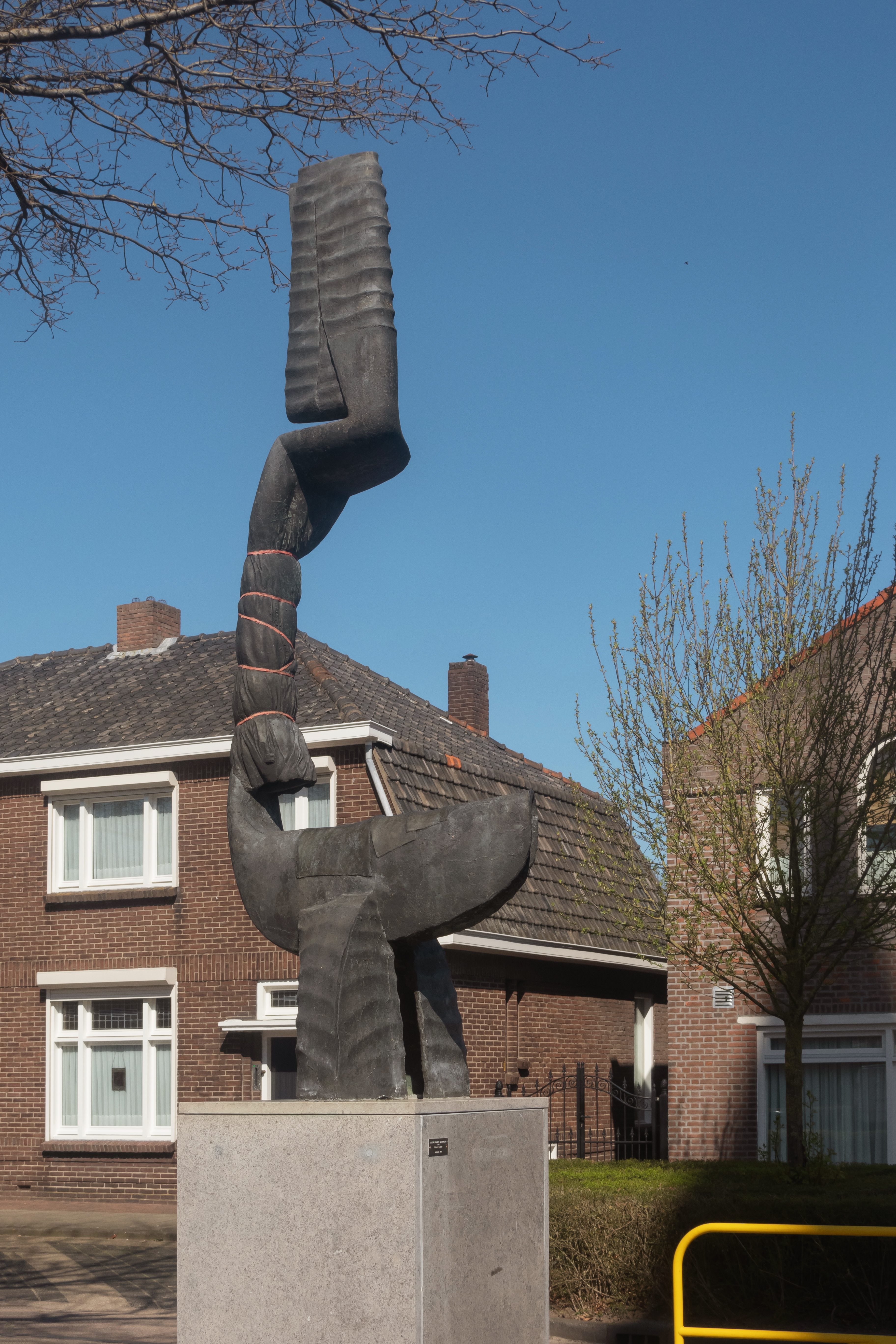
Schijndel, Skulptur (Von Wellen getragen) von Pierre Lumey
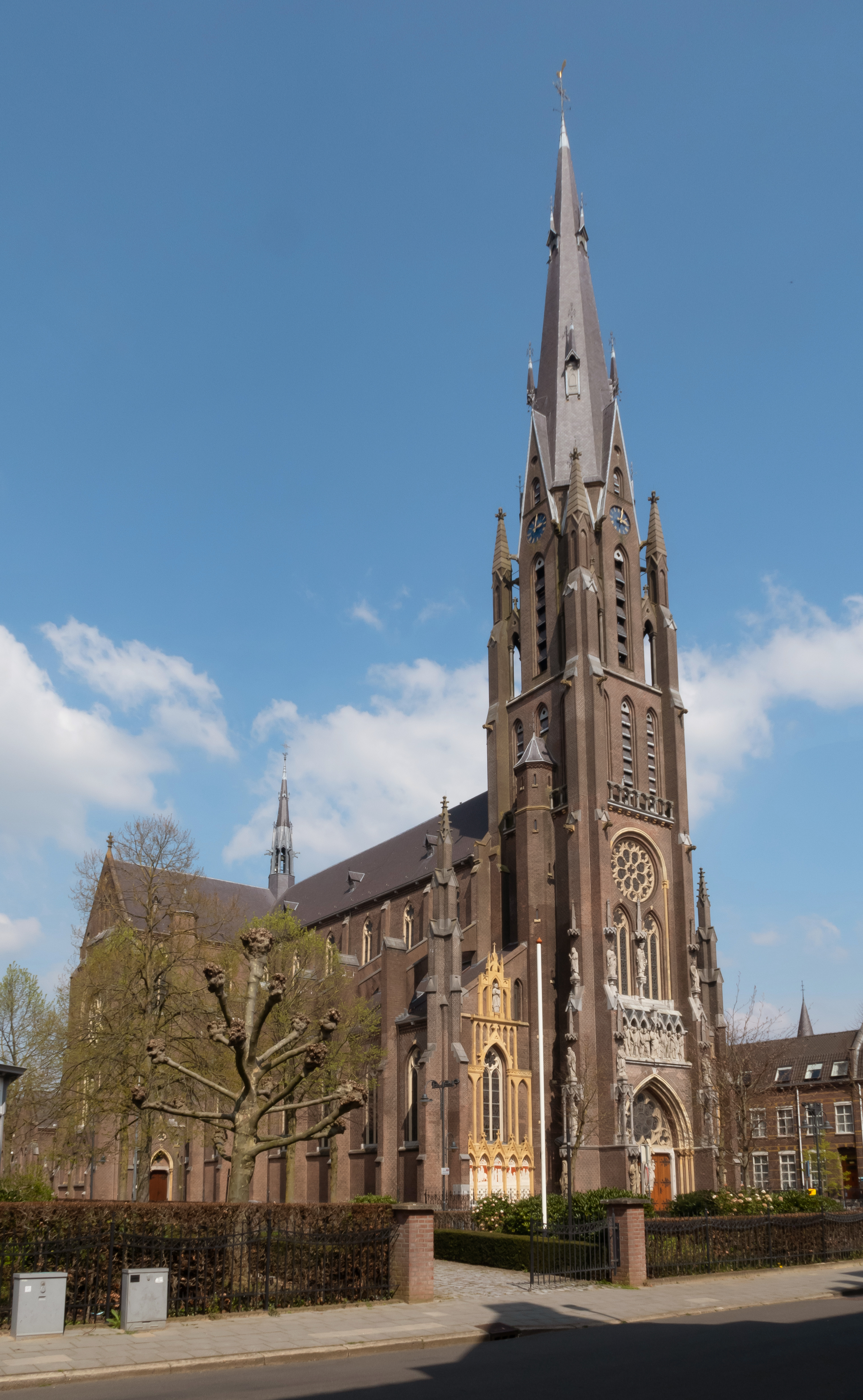
Veghel, Kirche: die Sint-Lambertuskerk
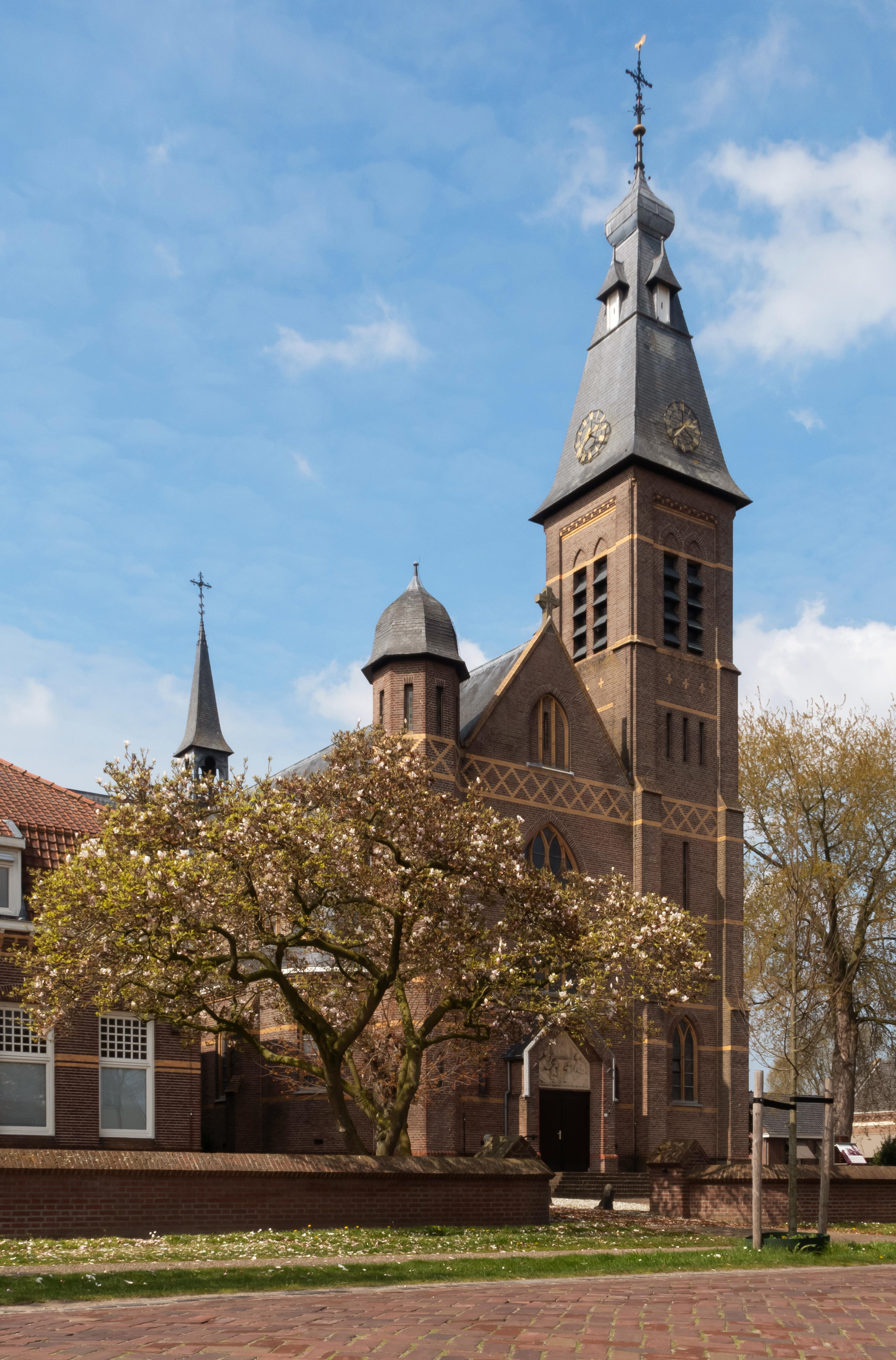
Mariaheide, katholische Kirche: ensemble kerk OLV van Goede Raad
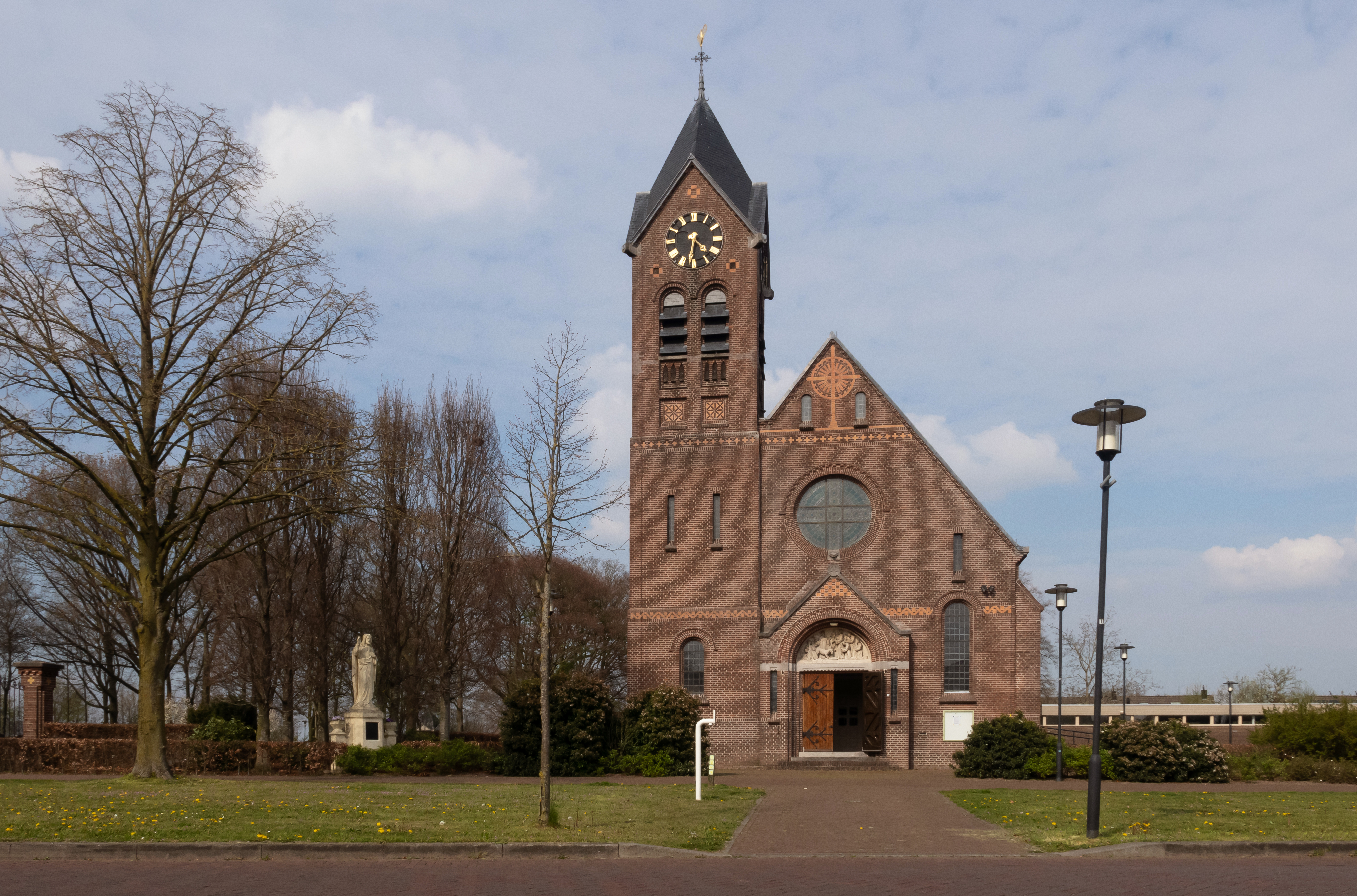
Nijnsel, Kirche: die Parochiekerk und Skulptur (Heilig Hartbeeld)